# شهرستان ستالووا وولا
شهرستان ستالووا وولا (به لهستانی: Powiat Stalowa Wola) یک شهرستان در لهستان است که در استان پودکارپاتسکیه واقع شده‌است. شهرستان ستالووا وولا ۸۳۲٫۹۲ کیلومتر مربع مساحت و ۱۰۹٬۱۷۰ نفر جمعیت دارد.